# 科沙林齊 (伯沙德區)
48°29′26″N 29°27′8″E / 48.49056°N 29.45222°E
科沙林齊（烏克蘭語：Кошаринці）是位於烏克蘭西部文尼察州裏海辛區的村莊，始建於1629年，面積17.42平方公里，海拔高度153米，2001年人口684，人口密度每平方公里39.27人。